# Šemnice
Šemnice är en ort i Tjeckien.   Den ligger i regionen Karlovy Vary, i den västra delen av landet, 100 km väster om huvudstaden Prag. Šemnice ligger 425 meter över havet och antalet invånare är 513.
Terrängen runt Šemnice är kuperad österut, men västerut är den platt. Šemnice ligger nere i en dal. Runt Šemnice är det glesbefolkat, med 19 invånare per kvadratkilometer. Närmaste större samhälle är Karlovy Vary, 7,5 km väster om Šemnice. Omgivningarna runt Šemnice är en mosaik av jordbruksmark och naturlig växtlighet.